# Yuka Yoshida
Yuka Yoshida (jap. 吉田友佳 Yoshida Yuka; ur. 1 kwietnia 1976 w Jokohamie) – tenisistka japońska, finalistka US Open 1993 w grze pojedynczej dziewcząt, reprezentantka w Fed Cup.

## Kariera tenisowa
Praworęczna zawodniczka, z oburęcznym bekhendem, była finalistką juniorskiego US Open w singlu i deblu w 1993. W 1994 rozpoczęła karierę zawodową. W 1996 osiągnęła pierwszy półfinał turniejowy WTA Tour w Surabaja, rok później awansowała do czołowej setki rankingu. W 1997 wystąpiła w swoim jedynym finale turniejowym w grze pojedynczej, przegrywając w Dżakarcie z Naoko Sawamatsu 3:6, 2:6. Wcześniej w tym turnieju wyeliminowała najwyżej rozstawioną reprezentantkę Chińskiego Tajpej Wang Shi-ting. Inne jej osiągnięcia singlowe to ćwierćfinały w Tokio (2002) oraz w Pattaya (1996).
Najwyższe miejsce w rankingu światowym singla zajmowała we wrześniu 1997 – nr 52. O jedno miejsce wyżej była klasyfikowana w deblu w maju 1999. W grze podwójnej odniosła trzy triumfy w zawodach WTA Tour i dwa razy była uczestniczką finałów. Ponadto wygrywała turnieje niższej rangi ITF – pięć w grze pojedynczej i siedem w grze podwójnej. Występowała do 2005, zarabiając na kortach niespełna 700 tysięcy dolarów.
W reprezentacji w Pucharze Federacji występowała w latach 1998–2004, wygrywając 9 pojedynków i przegrywając 6.
Zwycięstwa turniejowe (wszystkie w grze podwójnej):
- 1995 Tokio (Japan Open, z Miho Saeki)
- 1996 Pattaya (z Miho Saeki)
- 2005 Memphis (z Miho Saeki)

Finały turniejowe:
- gra pojedyncza:
  - 1997 Dżakarta
- gra podwójna:
  - 1997 Dżakarta (z Lenką Němečkovą)
  - 1999 Kuala Lumpur (z Riką Hiraki)

### Finały juniorskich turniejów wielkoszlemowych

#### Gra pojedyncza (0–1)
| Końcowy wynik | Rok  | Turniej | Nawierzchnia | Przeciwniczka               | Wynik finału |
| Finalistka    | 1993 | US Open | Twarda       | Maria Francesca Bentivoglio | 6:7, 4:6     |

#### Gra podwójna (0–2)
| Końcowy wynik | Rok  | Turniej   | Nawierzchnia | Partnerka        | Przeciwniczki                 | Wynik finału |
| Finalistka    | 1993 | Wimbledon | Trawiasta    | Hiroko Mochizuki | Laurence Courtois Nancy Feber | 3:6, 4:6     |
| Finalistka    | 1993 | US Open   | Twarda       | Hiroko Mochizuki | Nicole London Julie Steven    | 3:6, 4:6     |